# Duffy
Aimée Ann Duffy, bolj znana pod vzevkom Duffy, britanska pevka, * 23. junij 1984.
Njen prvi album je takoj po izidu zasedel prvo mesto na britanski lestvici z več kot 1,5 milijoni prodanih primerkov. Njena najbolj znana pesem je »Mercy«, s katero je tudi zaslovela tudi po svetu. Leta 2009 je prejela tudi Grammya za najboljši album.

### Diskografija
- 2008: Rockferry
- 2010: Endlessly